# Yves Elléouët
 (septembre 2008).
Si vous disposez d'ouvrages ou d'articles de référence ou si vous connaissez des sites web de qualité traitant du thème abordé ici, merci de compléter l'article en donnant les références utiles à sa vérifiabilité et en les liant à la section « Notes et références ».
Yves Elléouët, né le 8 janvier 1932 à Fontenay-sous-Bois et mort le 27 avril 1975 à Tours (Indre-et-Loire), est un peintre, poète et écrivain français, auteur, notamment, du Livre des Rois de Bretagne et de Falc'hun.

## Biographie
Son père, Jean Elléouët, comptable à l'hôtel Cayré à Paris, est originaire de La Roche-Maurice (Finistère) ; sa mère, Marcelle née Voillequin, couturière à domicile, vient de Nogent en Haute-Marne. La famille s'installe à Garches en 1935.
Yves passe les années d'Occupation à La Roche-Maurice chez sa grand-mère paternelle,
avec sa tante et son oncle Yves, qui lui inspirera le personnage d'Eliezer dans Falc'hun. Entre 8 et 12 ans, il se lie d'amitié avec le fossoyeur.
De retour à Garches en 1945, son père lui fait découvrir la littérature et l'entraîne dans les musées. Yves, enfant précoce, a déjà commencé à écrire et à peindre. En 1949, il quitte le lycée et entre à l'École technique des arts appliqués, à Paris. Diplômé des Arts appliqués en 1953, Yves retourne régulièrement en Bretagne. Pendant les vacances, il s'embarque comme marin-pêcheur à Lesconil (Finistère) sur un chalutier, continue à peindre et à écrire.
Appelé en 1954, au service militaire à Saint-Maixent, il sera réformé en 1955 pour raison de santé.
Attiré par le mouvement surréaliste, il fait la connaissance d'André Breton et de sa fille Aube. En dépit des liens affectifs et intellectuels qui l'attachent aux surréalistes, Yves se veut essentiellement solitaire et à l'écart de tout mouvement.
Yves et Aube Breton se marient en décembre 1956, à Paris, et s’installent au 117, rue de Vaugirard, dans l’ancien atelier du peintre et sculpteur David Hare et mari de Jacqueline Lamba. Yves apprend le métier d'héliograveur à l'école Estienne en 1957-1958, puis travaille comme retoucheur à l'imprimerie Lang à Paris.
Il se lie d'amitié avec le peintre Pierre Jaouën et l'écrivain Charles Estienne. Une chaleureuse complicité les amènera à se revoir chaque été en Bretagne. Ils écrivent à trois Portrait d'un château sous forme épistolaire, qui n'a jamais été publié.
Yves arrête son travail à l'imprimerie, pour se consacrer à la peinture et à la poésie. En écoutant Charlie Parker, John Coltrane, Miles Davis, Billie Holiday… il manie parallèlement pinceau et plume, « tiraillé » entre deux formes d'expression qu'il ne cherche pas à séparer. Il est attiré par Antoni Tàpies, Serge Poliakoff, Charles Lapicque, Nicolas de Staël.
Du 15 décembre 1959 au 29 février 1960, Yves participe à l'Exposition internationale du surréalisme, galerie Daniel Cordier, à Paris, qui a pour thème l'érotisme, où il expose une toile, Nymphette, et un objet, Farder la nuit. Il déménage avec Aube au 42, rue Fontaine, au-dessus de l’atelier d’André Breton. Yves est engagé comme dessinateur en mars 1960, au service publicité du journal Elle.
En septembre 1960, il signe le Manifeste des 121, déclaration sur le droit à l’insoumission dans la guerre d'Algérie.
Dans un projet de repérage analogique des artistes surréalistes, établi pour le catalogue de l'Exposition internationale de New York (hiver 1960-1961), André Breton le place sous le signe de Merlin, en compagnie de Tanguy, Miró, Mimi Parent et Roland Giguère. En mai 1961, rencontre avec Charles Lapicque.
Yves et Aube passent souvent leurs vacances au Palud, à La Roche Jaune (Côtes-d'Armor), dans la maison prêtée par Calder. Été 1962, premier voyage à l'étranger. Découvre Pompéi. Séjourne avec Aube à Ischia en Italie en compagnie de Charles et Marie-Hélène Estienne ; rencontre Fahr el Nissa Zeid, peintre et princesse turque, dans sa maison d’Ischia. Yves et Aube quittent Paris en 1966, pour Saché en Touraine. Les Calder-Davidson leur trouvent une maison et les aident à s’installer.
Voyage à Montségur avec Aube, André Breton, Simone et Adrien Dax. Yves s'arrête de peindre en 1968, pour écrire son premier roman, Livre des Rois de Bretagne. En 1969, il écrit le texte du court métrage de Dominique Ferrandou Requiescat in pace, présenté aux festivals du court métrage de Tours et de Montauban. Oona, sa fille, arrive de Corée en 1971.
Yves commence l’écriture de son deuxième livre, Falc'hun. En septembre 1974, il interview Pierre-Jakez Hélias dans son émission Lu et Approuvé, pour FR3 Bretagne-Pays de la Loire, introuvable dans les archives audiovisuelles. Il est invité à l’émission « Ouvrez les guillemets » de Bernard Pivot, jamais diffusée pour cause de grève.
Ayant à peine terminé Falc’hun, Yves Elléouët meurt d’un cancer à 43 ans. Il est enterré à Saché.

## Œuvres
Objets
- « Farder la nuit », 1959

Peintures et gouaches
- « La Roche-Maurice », 1948
- « Château de La Roche-Maurice », 1949
- « Tête de poupée », 1950
- « Autoportrait », circa 1952
- « Le Pantin » de Lautréamont, 1952
- « Je vous aime », fresque, 1958
- « Charles Estienne », portrait, 1958
- « Nymphette », 1959
- « Le Cyclope », 1960
- « L'Entrée du Mastaba », 1960
- « L’Esprit du lieu », 1960
- « Le Blanc à la tête », 1960
- « Nu », 1960
- « Naissance de la pluie », 1961
- « Portrait de Quiequeg » d’après le roman de Herman Melville Moby Dick, 1963
- « Paysage rouge et bleu », 1964
- « Paysage marin », 1964
- « Paysage rouge », 1965
- « Le Palud », 1965
- « La Roche Jaune », 1965
- « Marine », 1967
- « L’Ankou », 1968
- « Paysage marin à la croix "Saint-Samson" », 1968
- « Paysage gris », 1968

Dessins
- « Portrait de Jean Dupuis », 1961
- « Portrait de Claudine Begue », 1961

Poèmes
- 1967 - Publication de La Proue de la table, aux éditions du Soleil Noir, journal intemporel de poèmes illustrés par Alexander Calder.
- 1980 - Publication de Au pays du sel profond, aux éditions Bretagnes, illustré par Calder.
- 1982 - Publication de Tête cruelle, aux éditions Calligrammes.

Récits
- 1974, publication du Livre des Rois de Bretagne aux éditions Gallimard.
- 1976, publication posthume de Falc'hun aux éditions Gallimard, préfacé par Michel Leiris.

## Expositions, lectures, spectacles
- 1959 - Exposition de fresques, avec Pierre Jaouën, à la galerie de la Cour d'Ingres à Paris, qui montre une recherche symbolique sur l'espace et le temps. Exposition internationale du surréalisme, galerie Daniel Cordier, à Paris. Thème : l’érotisme.
- 1961 - Exposition internationale du surréalisme, galerie Schwartz, à Milan.
- 1981 - Exposition de peintures au palais des arts et de la culture de Brest, où un incendie se déclare. Les tableaux sont intacts, mais une gouache est volée.
- 1983 - Exposition de peintures et gouaches au musée de Morlaix. Catalogue J'ai été sous une multitude de formes, éditions Calligrammes, préface de Charles Estienne, présentation de Françoise Daniel, textes de Dominique Aury et Marc Legros.
- 1984 - Expositions au musée des beaux-arts de Vannes et à l'hôtel de ville de Quimper.
- 1996 - Exposition rétrospective des œuvres d'Yves Elléouët à l'hôtel de ville de Tréguier. Catalogue Yves Elléouët, peintre-écrivain, publié par la mairie de Tréguier, sous la direction d'Henri Le Bellec.
- 1998 - Lecture–spectacle sur Yves à la faculté des lettres, université de Brest.
- 2009 - Exposition de peintures et gouaches au musée des beaux-arts de Quimper du 19 juin au 14 septembre

## Pour approfondir

### Filmographie
- 1969 - Écriture des dialogues et de la voix off du court métrage de Dominique Ferrandou Requiescat in pace.
- 1996 - Réalisation d'un film sur l’exposition rétrospective des œuvres d'Yves Elléouët à l'hôtel de ville de Tréguier.
- 2008 - Réalisation d'un DVD avec livret de 81 minutes par TFV, distribué par Seven Doc (Grenoble).